# Howard Darrin
Howard A. Darrin (conosciuto come Howard A. Dutch Darrin) (Cranford, 1897 – 1982) è stato un designer statunitense tra i più significativi rappresentanti della storia del design automobilistico mondiale.

## Notizie biografiche
Howard Darrin nacque nel 1897 a Cranford, nel New Jersey. Fin dalla tenera età di 10 anni si avvicinò, seppur indirettamente, al mondo dell'automobile, svolgendo piccoli lavoretti presso la sede della rivista Automobile Topics, una piccola testata fondata da un amico dei genitori di Darrin.
Sempre in giovanissima età, Darrin lavorò anche per una ditta di automatismi, la Automatic Switch Company, dove collaborò tra l'altro anche alla progettazione del primo ascensore comandato da pulsantiera.
Come molti altri ragazzi statunitensi, era appassionato di sport e sognava spesso di diventare un pilota aeronautico. In seguito, Darrin ebbe modo di coltivare entrambe queste attività. Per quanto riguardava lo sport, partecipò a numerosi incontri di football, non pochi dei quali disputati nel periodo in cui prestò servizio militare durante la prima guerra mondiale. Questo fu anche il periodo in cui ebbe anche la possibilità di volare: tale attività sarebbe poi rimasta per qualche tempo nel cuore di Darrin, tanto che egli, congedato alla fine del conflitto, fondò una piccola azienda per il trasporto aereo di poste e di persone. Per qualche tempo la piccola azienda sembrò andare avanti discretamente, ma dopo un incidente aereo in cui persero la vita i piloti del velivolo, l'attività fu venduta e nel 1921 Darrin si occupò di commercio, in particolare di autovetture di lusso usate.
Poco dopo, Darrin acquistò due telai nudi di Delage da Walter P. Chrysler (il quale, di lì a poco avrebbe fondato l'omonima Casa automobilistica) e si mise alla ricerca di idee per carrozzarli. Questa sua ricerca, che comportò visite presso studi di design e la frequentazione di personaggi attivi in tale settore, balzò agli occhi di un suo amico, il quale lo presentò a Thomas L. Hibbard, il quale rimase colpito dal buon gusto di Darrin in fatto di estetica. Ben presto i due cominciarono un sodalizio che nel 1923 li avrebbe portati a Parigi, dove fondarono una società, la Hibbard & Darrin, specializzata nella progettazione di carrozzerie per auto di lusso. I corpi vettura disegnati da questo studio di design venivano spediti a Bruxelles, dove venivano realizzati dalla carrozzeria Van den Plas per rivestire i telai nudi delle vetture della locale Casa automobilistica, la Minerva.
Gli affari ben presto cominciarono ad andare molto bene: i due aprirono uno showroom in pieno centro a Parigi. Inoltre, non si occuparono solo di vetture Minerva, ma anche di Rolls-Royce e di Isotta Fraschini.
Nel 1929 l'azienda cominciò ad occuparsi di carrozzerie realizzate in alpax, una lega di alluminio creata proprio da Hibbard e Darrin.
Ma poco tempo dopo, nel 1931, Hibbard lasciò l'azienda e Howard Darrin trovò un nuovo socio in un facoltoso finanziatore di nome Fernandez, con il quale ribattezzò l'azienda come Fernandez & Darrin, la quale godette di grandi consensi ancora per alcuni anni. Tra i clienti più illustri della Fernandez & Darrin vi fu anche una certa Greta Garbo che si fece carrozzare la sua Duesenberg J.
Nel 1937, una sfavorevole congiuntura economica costrinse Darrin a chiudere l'azienda. L'ormai quarantenne estroso designer tornò quindi negli States, dove aprì un nuovo atelier automobilistico a Los Angeles. Anche qui Howard Darrin conobbe un buon successo: gli anni prima dello scoppio della seconda guerra mondiale videro l'azienda di Darrin frequentata da personaggi illustri, come Clark Gable. La dedizione di Darrin specialmente a modelli Packard portò il presidente della Casa automobilistica, Alvan Macauley, a proporre a Darrin un ingaggio presso la stessa Packard come responsabile del design.
Lo scoppio della guerra vide Darrin tornare all'altra sua grande passione, il volo. Stavolta la sua mansione fu quella di istruttore di volo.
Il dopoguerra vide Darrin tornare al design automobilistico ed in particolare vide Darrin collaborare con altre Case automobilistiche, come la Kaiser e la Studebaker.
In seguito, continuò con l'attività di consulente presso varie aziende fino alla morte, sopraggiunta nel 1982.